# Leopoldo Marechal

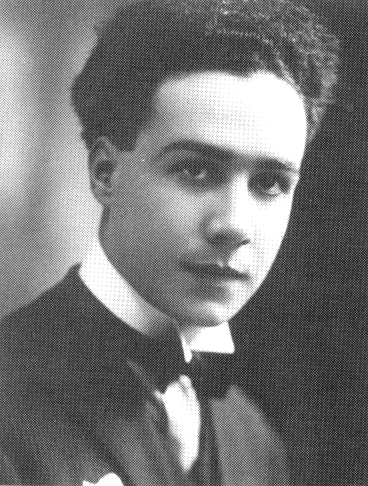
Leopoldo Marechal

Leopoldo Marechal (* 11. Juni 1900 in Buenos Aires; † 26. Juni 1970 in Buenos Aires) war ein argentinischer Schriftsteller und Pädagoge.

## Leben
Marechal studierte an der pädagogischen Hochschule „Mariano Moreno“ in Buenos Aires. Nach erfolgreichem Abschluss war er für einige Jahre an der Escuela Nacional de Belles Artes tätig. 1944 berief man ihn zum Inspektor für das Schulwesen im Großraum von Buenos Aires. Dieses Amt hatte er bis 1946 inne und übernahm im Anschluss daran den Lehrstuhl für Ästhetik an der Universidad Nacional de La Plata.
1947 wählte man Marechal zum Direktor der Kommission für Geschichte und Folklore. Neben diesen Ämtern war Marechal freier Mitarbeiter verschiedener Zeitungen und Zeitschriften wie „La Nación“, „Sol y Luna“, „Proa“ u. a.
15 Tage nach seinem 70. Geburtstag starb Leopoldo Marechal am 26. Juni 1970 in Buenos Aires, wo er auch seine letzte Ruhestätte fand.

## Rezeption
Gerade als Lyriker ist Marechal mit seinen frühen Werken ein typischer Vertreter des Ultraismus. Mit der Zeit fand er zu einem eigenen Stil, mit dem er aus dem Schatten von Leopoldo Lugones treten konnte. Thematisch ist dabei eine zunehmende Hinwendung zu mystischer Weltentsagung festzustellen. Mit dem immer werdenden Katholizismus ähnelt er Francisco Luis Bernárdez, in dessen Œuvre eine vergleichbare Wandlung auszumachen ist.
Mit dem Roman Adán Buenosayres schuf Marechal 1948 einen bedeutenden Beitrag zur argentinischen Gegenwartsliteratur. Die Anerkennung dieses Werks durch die offizielle Literaturkritik setzte aber erst weit nach dem Zweiten Weltkrieg ein, da Marechal durch seine Verehrung von Juan Perón viele Sympathien verspielt hatte.

## Werke (Auswahl)
Lyrik
- Los aguiluchos. 1922.
- El centauro. 1940.
- Odas para el hombre y la mujer. 1929.
- Sonetos a Sophia. 1940.

Roman
- Adán Buenosayres (1948)
- El banquete de Severo Arcángelo (1965)
- Megafón o la guerra (1970)

Theaterstücke
- Antígona Vélez. 1951.
- La batalla de José Juna. 1969.
- Les tres caras de Venus. 1966.

Sonstiges
- Las claves de Adán Buenosayres. 1966.
  - Englisch: Adam Buenosayres. University Press, Montreal 2014, ISBN 978-0-7735-4309-6 (übersetzt von Norman Cheadle).
  - Französisch: Adán Buenosayres (Collection UNESCO). Grasset, Paris 1995, ISBN 2-246-85167-X (EA Paris 1995, übersetzt von Patrice Toulat).
  - Italienisch: Adán Buenosayres. Vallecchi, Florenz 2010, ISBN 978-88-8427-149-5 (übersetzt von Nicola Jacchia).
- Metafísica de lo bello. 1941.